# Coltsblood
Coltsblood ist eine 2010 gegründete Death-Doom- und Sludge-Band aus Liverpool.

## Geschichte
Die Band Coltsblood entstand 2010 aus der Idee von John und Jemma McNulty, die beide bereits in Metal-Bands aktiv waren, den Prozess des gemeinsamen Musikschreibens zu verfolgen. Die ersten Jahre spielte der Sänger und Bassist John McNulty in Ermangelung eines Schlagzeugers, der dem angestrebten Stil entsprach, auch das Schlagzeug während Jemma McNulty sich als Gitarristen einbrachte. Im Jahr 2013 trat der in Sheffield lebende Steve Primeau der Liverpooler Band als Schlagzeuger bei und nahm mit dem Duo das Demo Beyond the Lake of Madness und Stücke für eine Split-EP mit Crypt Lurker in dem, in einem alten Kaufhaus gelegenen, Proberaum der Band, auf. Nach den Aufnahmen und der Veröffentlichung buchte die Band die Skyhammer Studios in Cheshire um unter der Leitung von Chris Fielding das Album Into the Unfathomable Abyss aufzunehmen. Das Album basierte überwiegend auf Stücken, die zwischen 2010 und 2013 geschrieben wurden.
Die Resonanz auf das über Candlelight Records veröffentlichte Debüt fiel überwiegend durchschnittlich bis schlecht aus. Dem Album wurden Qualitäten in der Produktion zugesprochen, doch wer „nicht unbedingt jede Doom-Veröffentlichung im Schrank stehen haben will, [könne] um diese Platte auch gut und gerne einen Bogen machen“ schrieb Jan Müller für Metal1.info. Ähnlich argumentierte auch Grymm für Angry Metal Guy, die Band habe einige gute und vielversprechende Ideen, müsse aber noch am Songwriting Arbeiten um diese zur Geltung zu bringen. An eine ähnliche Überlegung anknüpfend verhieß Jonathan von Cvlt Nation, dass die Band zumindest im Auge zu behalten sei. So schrieb auch Markus Endres für Metal.de, dass die Band „eine herrlich finstere, abgründige, bedrückende Atmosphäre“ erzeuge und „viel Potenzial“ beweise, jedoch noch nicht richtig überzeugen könne.
Eine nicht näher benannte Form der „Distanz“ zwischen den McNultys und Primeau führte nach den Aufnahmen zu dessen Ausschluss aus der Band. An seine Stelle trat Jay Plested mit dem Coltsblood Tourneen bestritt sowie Veröffentlichungen schreib und einspielte. Es folgten ein Split-Album mit Horse Latitudes und Ommadon im Jahr 2015, ein Live-Album, das einen Auftritt in Helsinki dokumentierte, das zweite Album Ascending into Shimmering Darkness und ein Split-Album mit der Funeral-Doom-Band Un.
Mit Ascending into Shimmering Darkness gelang der Band ein deutlicher Popularitätssprung. Die Resonanz auf dieses zweite Studioalbum fiel weitestgehend positiv aus. Nur selten wurde bemängelt, dass es der Band „nicht immer“ gelingen würde die Genre Death Metal und Doom Metal „sinnvoll miteinander zu verbinden und die Spannung über die gesamte Spielzeit hoch zu halten“. Die meisten Rezensenten schätzten Ascending into Shimmering Darkness als ein rundum gelungenes Album ein. Trotz der Dauer der Stücke, würden diese „nie langweilig“ und das Album erweise sich als ein „emotionales Crescendo“ von herausragender Qualität. Die Band agiere auf dem zweiten Album „deutlich fokussierter“ als auf dem Debüt, erfordere jedoch immer noch „ein beträchtliches Maß an Durchhaltevermögen“, das sei „die Mühe jedoch wert“ urteilte Christina Wenig für das Musikmagazin Metal Hammer. Auch in weiteren Rezension wurde darauf verwiesen, dass das Album Mühe und Konzentration erfordere, diese jedoch Wert sei. Das Webzine Metal Temple kürte Ascending into Shimmering Darkness zum Album des Monats und  Jussi Gough schrieb in der zugehörigen Rezension, dass das Album in Produktion, Songwriting und Spiel perfekt sei.

## Stil
Die Band spielt Extreme Doom in Form eines Crossovers aus Death Doom und Sludge mit einerseits eruptiven Phasen, die sich stilistisch dem Black- und Death-Metal annähern und andererseits trägen Passagen, die sich dem Funeral Doom entlehnen. Dabei nutzt die Band „dronige, repetitive Riffs, Feedbacks, animalische Schreie und Grunzer sowie eine Durchschnittsgeschwindigkeit, die selbst in Sludge-Kreisen für irritiertes Staunen sorgen dürfte.“ Als Vergleichsgröße wird insbesondere auf die Band Winter verwiesen, die neben Grief von der Band selbst als Einfluss benannt wird.
„Erdrückend schwer“ sowie „meist wuchtig“ und tieftönig, dunkel und repetitiv erscheine das Gitarrenspiel, das jedoch „zu tiefen Drone-Riffs“ und „melancholische Gitarrenleads“ variiert. Der Rhythmus erscheint vornehmlich „zäh kriechend“, bei gelegentlichen Ausbrüchen die hin zur „Blast-Beat-Raserei“ reichen. Der Gesang besteht überwiegend aus Growling, derweil es auch zu einigen geschrienen Passagen kommt.

## Diskografie
- 2013: Beyond the Lake of Madness (Demo, CD/MC/Musikdownload: Selbstverlag; LP: Ulthar Records)
- 2013: Coltsblood / Crypt Lurker (Split-EP mit Crypt Lurker, MC/Musikdownload, Selbstverlag)
- 2014: Into the Unfathomable Abyss (Album, CD: Candlelight Records; LP: Burning World Records / Dry Cough Records)
- 2014: Horse Latitudes / Coltsblood / Ommadon (MC-Split-Album mit Ommadon und Horse Latitudes, Selbstverlag)
- 2015: Live in Helsinki (Live-Album, MC/Musikdownload: Selbstverlag)
- 2017: Ascending into Shimmering Darkness (Album, CD/Musikdownload: Candlelight Records; 2LP: Black Bow Records)
- 2019: Coltsblood / Un (Split-Album mit Un, Musikdownload/LP: Translation Loss; MC: Selbstverlag)